# Nieuport-Delage NiD.580
Le Nieuport-Delage NiD.580 R.2 était un prototype réalisé pour remporter un appel d'offres du gouvernement français pour un avion de reconnaissance biplace à long rayon d'action, émis en 1928. Huit prototypes participèrent à la compétition en 1931-1935, mais le NiD 580 ne fut pas sélectionné pour une production en série.

## Conception
La spécification française R.2 de 1928 portait sur un avion de reconnaissance entièrement métallique biplace rapide, doté d'une vitesse ascensionnelle élevée et d'un grand rayon d'action. Huit constructeurs aéronautiques ont proposé un prototype : Amiot 130, Breguet 330, Latécoère 490, ANF-Les Mureaux 111, Nieuport-Delage NiD.580, Potez 37, Weymann WEL-80 et Wibault 260. L’un des termes du cahier des charges imposait aux constructeurs d’utiliser un moteur V12 Hispano-Suiza 12Nb à refroidissement par eau.
Le NiD.580 était un monoplan avec une aile en deux parties, construite autour d’un caisson central formé de deux longerons entrecroisés. En plan, l’aile était trapézoïdale jusqu'aux extrémités arrondies, avec un léger dièdre. Elle portait des ailerons de grande envergure. L'aile était soutenue de chaque côté par une paire d'entretoises en duralumin parallèles carénées, allant des longerons inférieurs du fuselage aux longerons des ailes et fixées au centre, sur le dessus du fuselage, par une cabane triangulaire en duralumin.
Le moteur était monté dans le nez, enfermé dans un capotage ajusté qui épousait les profils des deux rangées de cylindres. Le radiateur placé dans un long carénage NACA était situé sur le capot, sous le moteur. Le fuselage, construit autour de quatre longerons, avait une section triangulaire équilatérale, le sommet vers le bas. Le poste de pilotage situé près du bord de fuite permettait au pilote de voir sous l’aile. L'observateur / mitrailleur avait un cockpit séparé derrière le pilote. Une découpe arrondie dans l'aile améliorait son champ de vision vers le haut des deux côtés. Son poste était équipé d'un affût de mitrailleuse orientable. Les deux cockpits avaient un pare-brise à facettes, allongé et de forme inhabituelle, et celui de l'observateur pouvait être replié.
L'empennage anguleux du NiD.580 était classique, avec un empennage horizontal droit et des gouvernes de profondeur montées au-dessus du fuselage. La dérive était triangulaire et portait un gouvernail presque rectangulaire, articulé derrière les gouvernes de profondeur, au-dessus de la quille. L'avion possédait un train d'atterrissage classique fixe, avec des roues principales sur des essieux aux sommet d'entretoises en V carénées, attachées au fuselage.

## Engagements
Le gouvernement français a acheté deux exemplaires du NiD.580, comme il l'a fait pour les autres prototypes. La date du premier vol n'est pas connue, mais les deux prototypes ont volé pendant les essais. Le concours des avions de grande reconnaissance, organisé par le Service technique de l'aéronautique (STAé) à Villacoublay, a débuté en avril 1931 a eu une durée exceptionnelle, environ un an. Le vainqueur fut l'ANF-Les Mureaux 111, de sorte que le Nieuport-Delage n'a pas été produit en série. Malgré cet échec, le NiD.580 fut exposé au 18ème Salon de l'Aéronautique, tenu en novembre-décembre 1932.